# Great Stukeley
Great Stukeley est une ancienne paroisse civile et un village du Cambridgeshire, en Angleterre.